# ジャヴィット・チャーラル
ジャヴィット・チャーラル（Cavit Çağlar、1944年 - ）は、ギリシャのコモティニに生まれたトルコ人実業家、政治家。
1991年に、正道党 (DYP) から立候補してトルコ大国民議会の議員となり、国有銀行を担当する国務大臣として内閣（第51代、第52代）の一員となった。1996年にDYPを離党したが、その後も1999年まで、無所属のまま議員を務めた。スュレイマン・デミレル大統領の政治的復権を、資金の面で大きく支援していた。2004年、チャーラルは銀行不正に関わったとして、3年10か月の有罪判決を受けた。

## 生い立ち
チャーラルは、ギリシャのコモティニでトルコ人の一家のもとに生まれ、まだ学校に通っている間にトルコへと移り住んだ。15歳の時に父親が死去したため、家計を支えるため学業を離れた。ブルサで織物商を営んでいたおじの下で、織物の事業に入った。おじの支援を受け、また国家からの融資制度を利用し、チャーラルはやがて大規模な工業と商業にまたがるグループであるネルギス・ホールディング (Nergis Holding) を築き上げ、1996年にはグループの総売上高が10億ドルほど、輸出額は2億ドルほどに達した。事業の中核は繊維関係であったが、1996年の時点までにマルマラ海周辺における観光関連施設の開発など不動産事業への大規模な投資も展開し、さらに出版事業や放送事業にも進出して、ニュース・チャンネルのNTVを創設するなどした。

## 経歴
1996年、ネルギスは、チュクロヴァ・ホールディングが所有していたインターバンクの持分の大部分を取得した。1997年12月、エティバンクが民営化され、チャーラルとディンチ・ビルギンが共同で所有するメディア＝イペク・ホールディング (Medya-Ipek Holding) が1億5500万ドルでこれを取得し、1998年9月にはチャーラルの織物生産への10億ドルの投資を祝いデミレルが新工場の始業式をおこなった。この間、1998年2月には、アラティン・チャキジの下で動いていたグループが、銀行民営化との絡みで、チャーラルの暗殺を企てていたことが、警察によって明らかにされた。
1999年1月7日、当時ネルギス・ホールディングが持分の過半をもっていたインターバンクが、トルコ預金保険機構 (TMSF) に移譲された。この銀行は、後にエティバンクと合併したが、程なくして清算された。同じ1月のうちに、NTVがドギュス・グループに売却された。1999年6月には、1998年に行われていたインターバンクからネルギス・ホールディングへの資金移動が、同一グループ内の資金移動の法的規制の上限をはるかに超える6億5千万ドル超の金額に達していたとして、検察が追及を始めた。ネルギスのインターバンクへの負債は、合わせて11億ドル以上とも言われた。2001年1月、トルコ当局は、740万ドルの事業資金貸付を個人的目的に使ったとしてチャーラルの逮捕状を出した。チャーラルは4月にニューヨークで逮捕され、ニューヨークの裁判所が500万ドルの保釈金額を承認しなかったため、トルコに帰国して裁判を受けることに同意した。
2004年、チャーラルは、インターバンクに関する負債として、TMSFへ16億ドルを支払うことに合意した。その支払いを継続できなくなると、彼の所有する他の企業が差し押さえられ、例えばブルサで発電事業をおこなうBİSエネルギー (BİS Enerji) の50%の持分がその対象となった。複数のホテルや、ヘリコプター、メディア関連施設等も差し押さえられ、ネルギス・ホールディングの織物関係の企業も財務上の困難に陥り、2008年には785人の従業員が3か月以上の無給の一時解雇を強いられた。返済の滞りは4500万ドルを超え、2008年にはイェシム・テキスタイル (Yeşim Tekstil) がハルク銀行に差し押さえられた。2008年10月、チャーラルは、残っていた織物関係の事業すべての売却に同意した。
2004年、チャーラルは、インターバンクの破綻に関わる銀行不正の罪で懲役3年10か月の有罪判決を受けた。当初、チャーラルは、2002年にはいったん無罪判決を得ていたが、政府側が上訴していた。